# Tomo Šokota
Tomislav Šokota (Zagreb, Yugoslavia, 8 de abril de 1977), más conocido como Tomo Šokota, es un exfutbolista croata que jugó en la posición de delantero.
Šokota fue un destacado delantero pero su carrera se vio opacada por lesiones frecuentes, sobre todo en la segunda mitad de la década de 2000. Dio sus mejores actuaciones durante su primer paso por el Dinamo Zagreb (1997-2001) y al equipo portugués Benfica (2001-2005), a nivel de selección disputó 8 partidos y anotó 2 goles, participó en la Eurocopa 2004 donde su selección no superaría la fase de grupos. Su último club fue el NK Olimpija Ljubljana de Eslovenia donde jugó 19 partidos y anotó 2 goles hasta su retirada en 2011 a la edad de 34 años.

## Clubes
| Club                  | País       | Años      |
| --------------------- | ---------- | --------- |
| NK Samobor            | Croacia    | 1996-1997 |
| Dinamo Zagreb         | Croacia    | 1997-2001 |
| SL Benfica            | Portugal   | 2001-2005 |
| FC Porto              | Portugal   | 2005-2007 |
| Dinamo Zagreb         | Croacia    | 2007-2009 |
| Chelsea Football Club | Inglaterra | 2009-2010 |
| Olimpija Ljubljana    | Eslovenia  | 2010-2011 |

## Palmarés
NK Samobor
- Segunda División Croacia: 1995–96

Dinamo Zagreb
- Primera División Croacia (5): 1997–98, 1998–99, 1999–2000, 2007–08, 2008–09
- Copa Croacia (4): 1997–98, 2000–01, 2007–08, 2008–09

SL Benfica
- Primera División de Portugal: 2004-05
- Copa de Portugal: 2004

FC Porto
- Primera División de Portugal: 2005-06, 2006-07
- Copa de Portugal: 2006
- Supercopa de Portugal: 2006